# Trimeresurus brongersmai
Trimeresurus brongersmai là một loài rắn trong họ Rắn lục. Loài này được Hoge mô tả khoa học đầu tiên năm 1969.